# Sant Cristòfol de Ribera de Cardós
Sant Cristòfol de Ribera de Cardós era una capella de la vila de Ribera de Cardós, en el terme municipal de Vall de Cardós, a la comarca del Pallars Sobirà, dins de l'antic terme de Ribera de Cardós.
Les restes de la capella són fora vila, al sud-est, bastant a prop.